# 渋沢奈保美
渋沢 奈保美（しぶさわ なほみ）は、昭和時代に活躍した日本の陸上競技選手。専門はやり投。
日本人としてはじめて60mの壁を突破した。1980年代を代表する名選手である。東京女子体育大学体育学科を卒業後、東京女子体育大学アスリートクラブに所属。群馬県出身。現姓春山（はるやま）

## 略歴
- 1978年、タイ王国バンコクで開催された第8回アジア大会陸上競技女子やり投に出場。準優勝という快挙を成し遂げる
- 1981年、日本人として初の60m突破となる60m52の日本新記録樹立
- 2002年、群馬県高校総体開会式で入場行進の先導を行う